# Diparopsis gossypioides
Diparopsis gossypioides är en fjärilsart som beskrevs av Clements 1951. Diparopsis gossypioides ingår i släktet Diparopsis och familjen nattflyn. Inga underarter finns listade i Catalogue of Life.